# Polyrhachis viehmeyeri
Polyrhachis viehmeyeri är en myrart som beskrevs av Carlo Emery 1921. Polyrhachis viehmeyeri ingår i släktet Polyrhachis och familjen myror. Inga underarter finns listade i Catalogue of Life.